# Río Caimito
El río Caimito es un río de Panamá, que desemboca en la vertiente del Océano Pacífico, específicamente en el golfo de Panamá. Es uno de los principales ríos de la provincia de Panamá Oeste, y recorre los distritos de Arraiján, La Chorrera y Capira. Tiene una longitud de 72 km y su cuenca hidrográfica abarca 453 km².
Nace en el noreste de Capira y recorre el distrito de La Chorrera de oeste a este, atravesando la Carretera Panamericana y la Autopista Arraiján-La Chorrera, para cambiar de rumbo al sur hasta su desembocadura en Puerto Caimito. Tiene como afluentes a los ríos Aguacate, Bernardino, Congo y Copé.
Debido a la explosión demográfica en Arraiján y La Chorrera, el río ha sufrido cierto grado de contaminación e inundaciones recurrentes en las nuevas zonas residenciales en sus orillas.